# De Koning (molen)
De Koning is een korenmolen aan de Veerseweg in de Nederlandse stad Middelburg.
Molen De Koning stond aan het eind van de in 1968-1970 afgebroken Winterstraat, op de zuidwestpunt van de historische binnenstad. Bij de aanleg van het Kanaal door Walcheren is de zuidelijke omwalling gesloopt en is de molen in 1867 verplaatst naar de Veerseweg. Op de plaats waar de molen stond, stroomt het Kanaal door Walcheren. De huidige molen aan de Veerseweg werd in 1882 gebouwd nadat de voorganger was afgebrand. De onderbouw van deze voorganger werd hierbij van de huidige ronde bovenbouw voorzien. De molen bleef tot 1938 op windkracht in bedrijf. In 1951 werd de vervallen molen onttakeld, maar in 1956 volgde een restauratie waarna de molen weer in bedrijf kwam. In 1995 en 1996 volgde andermaal een restauratie waarbij de molen ook recht werd gezet. Sinds 1998 is de molen weer op vrijwillige basis in bedrijf.
De roeden van de molen zijn 22,30 meter lang. De binnenroede heeft het Systeem van Bussel met remkleppen en zeilen. De buitenroede is voorzien van het Oudhollands hekwerk, eveneens met zeilen. In De Koning bevinden zich vier koppels maalstenen: 3 koppel 16der blauwe en 1 koppel 16der kunststenen. Verder een buil en een schoonmachine. Ook is er een nog werkende dieselmotor aanwezig, die vroeger als hulpmotor in gebruik was. Een enkele regulateur werkt op drie van de vier koppels.
De molen is eigendom van de gemeente Middelburg.

## Foto's

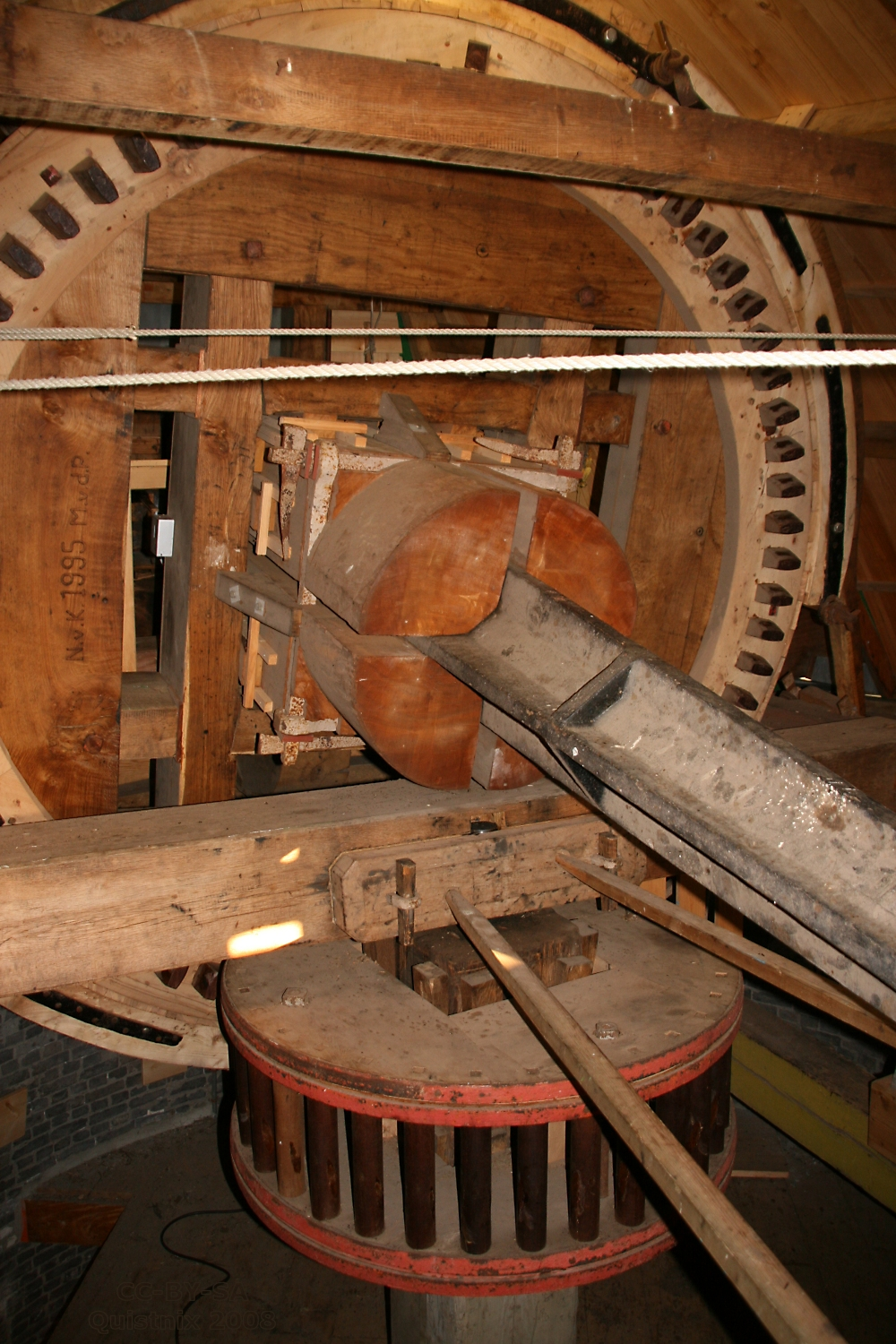
Bovenas, bovenwiel en bovenrondsel
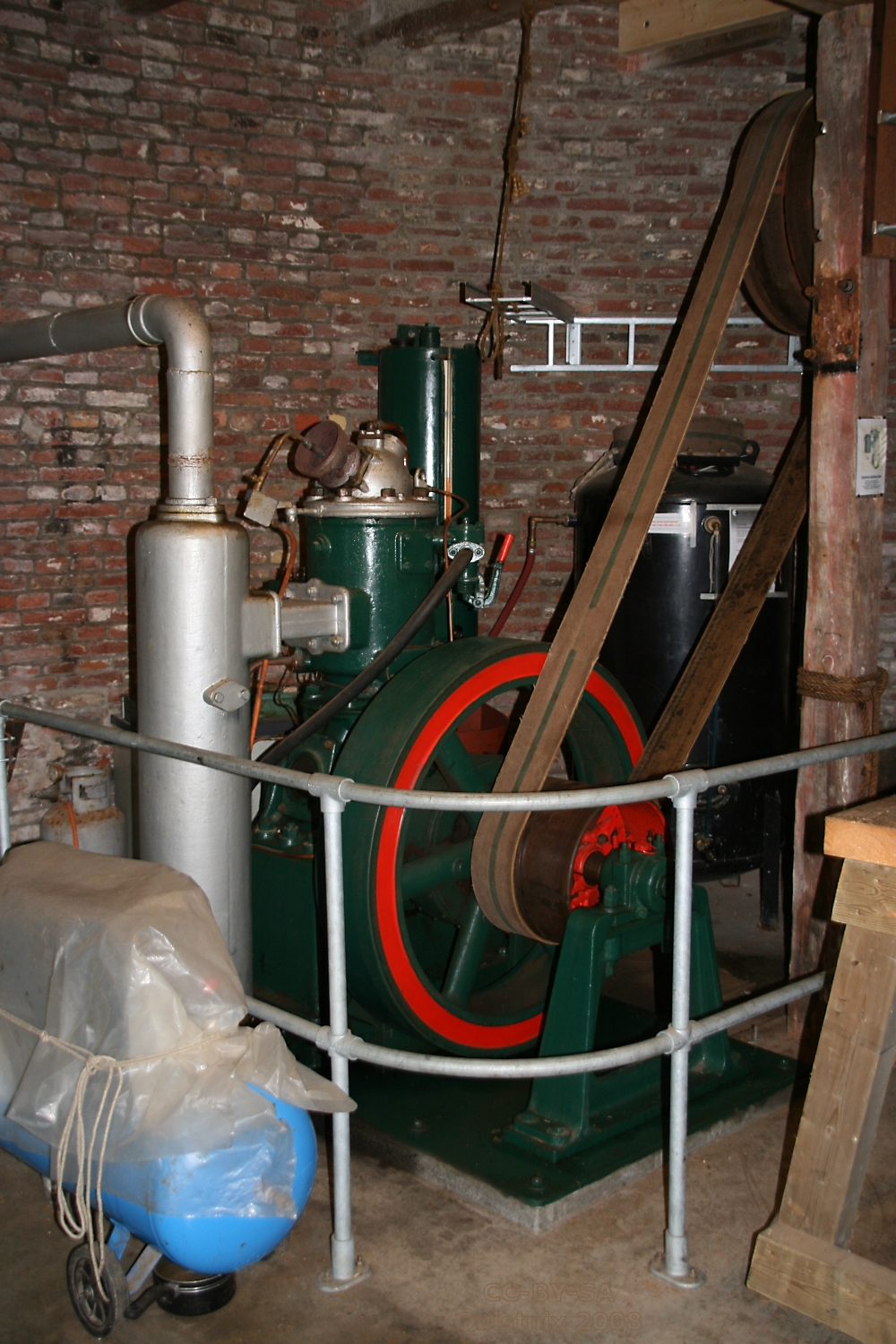
Eencilinder dieselmotor